# Valvata tricarinata
Valvata tricarinata е вид коремоного от семейство Valvatidae.

## Разпространение
Видът е разпространен в Канада (Албърта, Квебек, Манитоба, Ню Брънзуик, Онтарио и Саскачеван) и САЩ (Айдахо, Айова, Арканзас, Вашингтон, Вирджиния, Западна Вирджиния, Илинойс, Индиана, Канзас, Кентъки, Мейн, Минесота, Мичиган, Монтана, Небраска, Ню Йорк, Оклахома, Охайо, Пенсилвания, Северна Дакота, Тенеси, Уайоминг, Уисконсин и Южна Дакота).